# Братуличі
Братуличі (хорв. Bratulići) — населений пункт у Хорватії, в Істрійській жупанії у складі громади Марчана.

## Населення
Населення за даними перепису 2011 року становило 47 осіб.
Динаміка чисельності населення поселення:

## Клімат
Середня річна температура становить 13,34 °C, середня максимальна – 27,29 °C, а середня мінімальна – -1,02 °C. Середня річна кількість опадів – 925 мм.
| Клімат поселення                              | Клімат поселення | Клімат поселення | Клімат поселення | Клімат поселення | Клімат поселення | Клімат поселення | Клімат поселення | Клімат поселення | Клімат поселення | Клімат поселення | Клімат поселення | Клімат поселення | Клімат поселення |
| Показник                                      | Січ.             | Лют.             | Бер.             | Квіт.            | Трав.            | Черв.            | Лип.             | Серп.            | Вер.             | Жовт.            | Лист.            | Груд.            |                  |
| Середній максимум, °C                         | 10,10            | 10,82            | 13,51            | 17,11            | 22,27            | 26,56            | 27,29            | 27,10            | 22,28            | 17,62            | 12,69            | 9,76             |                  |
| Середня температура, °C                       | 4,53             | 5,25             | 7,96             | 11,56            | 16,71            | 20,99            | 23,34            | 23,14            | 18,35            | 13,68            | 8,74             | 5,81             |                  |
| Середній мінімум, °C                          | −1,02            | −0,31            | 2,39             | 5,98             | 11,15            | 15,43            | 19,40            | 19,21            | 14,40            | 9,74             | 4,80             | 1,87             |                  |
| Норма опадів, мм                              | 73               | 60               | 66               | 72               | 63               | 73               | 51               | 76               | 85               | 106              | 114              | 86               |                  |
| Середньомісячна швидкість вітру, м/с          | 2.66             | 2.90             | 2.99             | 2.89             | 2.59             | 2.48             | 2.45             | 2.44             | 2.55             | 2.77             | 2.96             | 2.89             |                  |
| Середньомісячна сонячна радіація, кДж/м²·день | 4525             | 7419             | 10781            | 15297            | 19590            | 21239            | 22062            | 19237            | 14168            | 9219             | 4991             | 3882             |                  |
| --------------------------------------------- | ---------------- | ---------------- | ---------------- | ---------------- | ---------------- | ---------------- | ---------------- | ---------------- | ---------------- | ---------------- | ---------------- | ---------------- | ---------------- |
| Джерело:                                      |                  |                  |                  |                  |                  |                  |                  |                  |                  |                  |                  |                  |                  |